# مايكل جونسون (لاعب كرة قدم، مواليد 1973)
ميخائيل جونسون (بالإنجليزية: Michael Johnson)‏ (4 يوليو 1973 بنوتنغهام في المملكة المتحدة - ) هو لاعب كرة قدم بريطاني في مركز الدفاع. شارك مع منتخب جامايكا لكرة القدم. أما مع النوادي، فقد لعب مع برمنغهام سيتي وديربي كاونتي وشيفيلد وينزداي ونوتس كاونتي.

## وصلات خارجية
- مايكل جونسون على موقع قاعدة بيانات كرة القدم.إي يو (الإنجليزية)
- مايكل جونسون على موقع Soccerbase.com (لاعب) (الإنجليزية)
- مايكل جونسون على موقع عالم كرة القدم.نت (الإنجليزية)